# Gistorpagölen
Gistorpagölen är en sjö i Sävsjö kommun i Småland och ingår i Lagans huvudavrinningsområde. Sjön är 3,2 meter djup, har en yta på 0,031 kvadratkilometer och är belägen 226 meter över havet.